# 程煃
程煃（？—？），浙江淳安人，是一名明朝政治人物。
程煃曾于1532年接替郑特任崇明县知县一职，1595年由彭汉接任。